# Petra Kelly

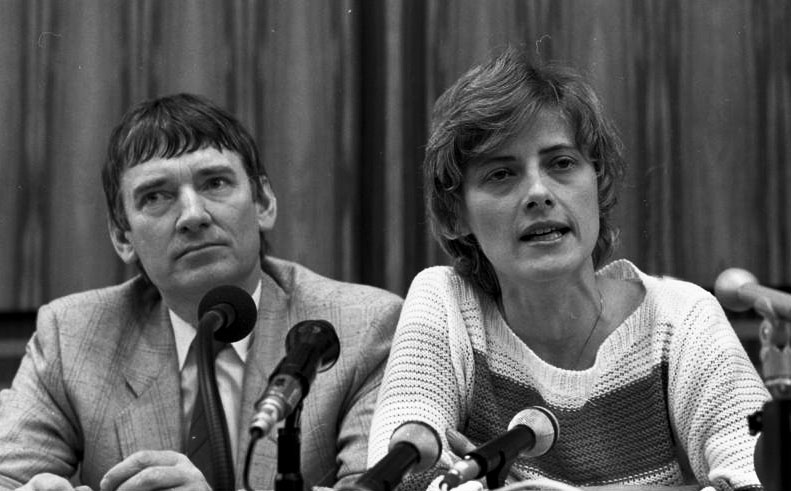
Kelly i Otto Schily després de les eleccions de 1983 a la RFA

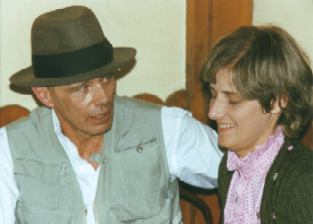
Joseph Beuys amb Petra Kelly. Fotografiat per Rainer Rappmann

Petra Karin Kelly (Günzburg, Bavaria, 29 novembre 1947 – Bonn, 1 octubre 1992) va ser una política i activista alemanya i fundadora del Partit Verd alemany.

## Biografia

### Primers anys
Kelly va néixer a Günzburg, Bavaria (llavors Zona d'Ocupació americana, Alemanya), l'any 1947, com a Petra Karin Lehmann. Va canviar el seu nom a Kelly en casar-se la seva mare amb John E. Kelly, un oficial de l'exèrcit estatunidenc. Va ser educada en un convent catòlic-romà a Günzburg i després va assistir a l'escola a Geòrgia i Virginia en mudar-se la seva família als Estats Units l'any 1959. Va viure i estudiar als Estats Units fins al seu retorn a l'Alemanya Occidental l'any 1970. Va mantenir la ciutadania alemanya occidental durant tota la seva vida.
Va ser admiradora de Martin Luther King, Jr., va fer campanya per a Robert F. Kennedy i Hubert Humphrey l'any 1968 a les eleccions dels EUA. Va estudiar ciència política a l'Escola de Servei Internacional a Universitat americana (Washington DC), on es va graduar l'any 1970. També es va graduar a l'Institut Europeu de la Universitat d'Amsterdam l'any 1971.
Mentre treballava per a la Comissió europea (Brussel·les, Bèlgica, 1971–83), va participar en nombroses campanyes per la pau i l'ecologia a Alemanya i altres països. Després de treballar durant dos anys per a la Comissió europea, va canviar de feina per una plaça d'administració al Comitè Econòmic i Social, on va lluitar pels drets de les dones.

### Die Grünen, el Partit Verd alemany
Petra Kelly va ser una de les fundadores de Die Grünen, el Partit Verd alemany l'any 1979. El 1983 va ser elegida al Bundestag en la landeslist com a parlamentària en representació de Bavaria. L'any 1987 va ser reelegida amb un ampli suport de vots.
Kelly va rebre el Premi Right Livelihood l'any 1982 "...Per forjar i implementar una visió nova que uneix preocupacions ecològiques amb desarmament, justícia social i drets humans."
L'any 1987 Kelly va escriure el llibre Lluita per l'esperança, publicat per South End Press. El llibre és una crida urgent per a un món lliure de violència entre el Nord i el Sud, homes i dones, les persones i el seu entorn.

### Assassinat
Segons la versió policial, l'any 1992 Kelly va ser morta d'un tret, a Bonn, mentre dormia, per la seva parella, l'exgeneral de l'OTAN i polític verd Gert Bastian (nascut 1923), que posteriorment es va suïcidar. Ella tenia 44 anys, ell 69. El seu cos va ser descobert el 19 d'octubre, i es va determinar la data de la mort entorn de l'1 d'octubre. Petra Kelly va ser enterrada al Waldfriedhof a Würzburg, a prop del poble de Heidingsfeld, a la Baixa Franconia, Bavaria.

## Obres
- Kelly, Petra K. Verd de pensament! Assajos en Environmentalism, Feminisme, i Nonviolence, Parallax Premsa, Berkeley, Califòrnia, 1994 (ISBN 0-938077-62-7)
- Kelly, Petra K. La nonviolència parla al poder, llibre en línia, gairebé text complet (també, fora d'impremta, va ser publicat per Matsunaga Institut per Pau, Universitat de Hawaii, 1992, ISBN 1-880309-05-X)

## Premis i reconeixements
- 1982: Right Livelihood Award
- El 2006 Kelly va ser inclosa al 45è lloc de la llista de l'Agència Ambiental del Regne Unit de científics, activistes, escriptors, economistes i naturalistes que, en la seva visió, han fet el màxim per salvar el planeta. Kelly va ser situada entre l'ecologista tropical Mike Hands i el visionari dels parcs nacionals John Dower.[10]